# Su-28
Su-28 (ros. Су-28) lub Su-25UT (ros. Су-25УТ) — radziecki samolot szkolno-treningowy. Zaprojektowany i zbudowany w 1984 roku w radzieckim biurze konstrukcyjnym im. Pawła Suchoja.
Samolot Su-28 jest wersją treningową samolotu szturmowego Su-25, pozbawioną możliwości podwieszania uzbrojenia. Powstał jako potencjalny następca samolotów szkolnych Aero L-29 Delfín.

## Opis techniczny
Samolot Su-28 jest dwumiejscowym samolotem szkolno-treningowym odrzutowym o konstrukcji całkowicie  metalowej, wyposażony w urządzenia do lotów bez widoczności oraz w fotele wyrzucane K-36L. Napęd stanowią dwa silniki turboodrzutowe Sojuz-Tumańsk R95Sz.